# Cervus elaphus italicus
Il cervo della Mesola (Cervus elaphus italicus (Zachos et al., 2014)), noto anche come cervo delle dune o cervo italico, è una sottospecie di cervo nobile un tempo diffusa lungo la costa italiana dell'Alto Adriatico, ma oggi riscontrabile esclusivamente nel Bosco della Mesola e dal 2023 presso il Parco regionale delle Serre. In passato lo si riteneva una popolazione di cervo appartenente alla sottospecie dell'Europa centrale, ma in seguito a successivi studi genetici e morfologici è stato riclassificato come una sottospecie distinta, strettamente imparentata a quella sardo-corsa e a quella berbera.

## Descrizione

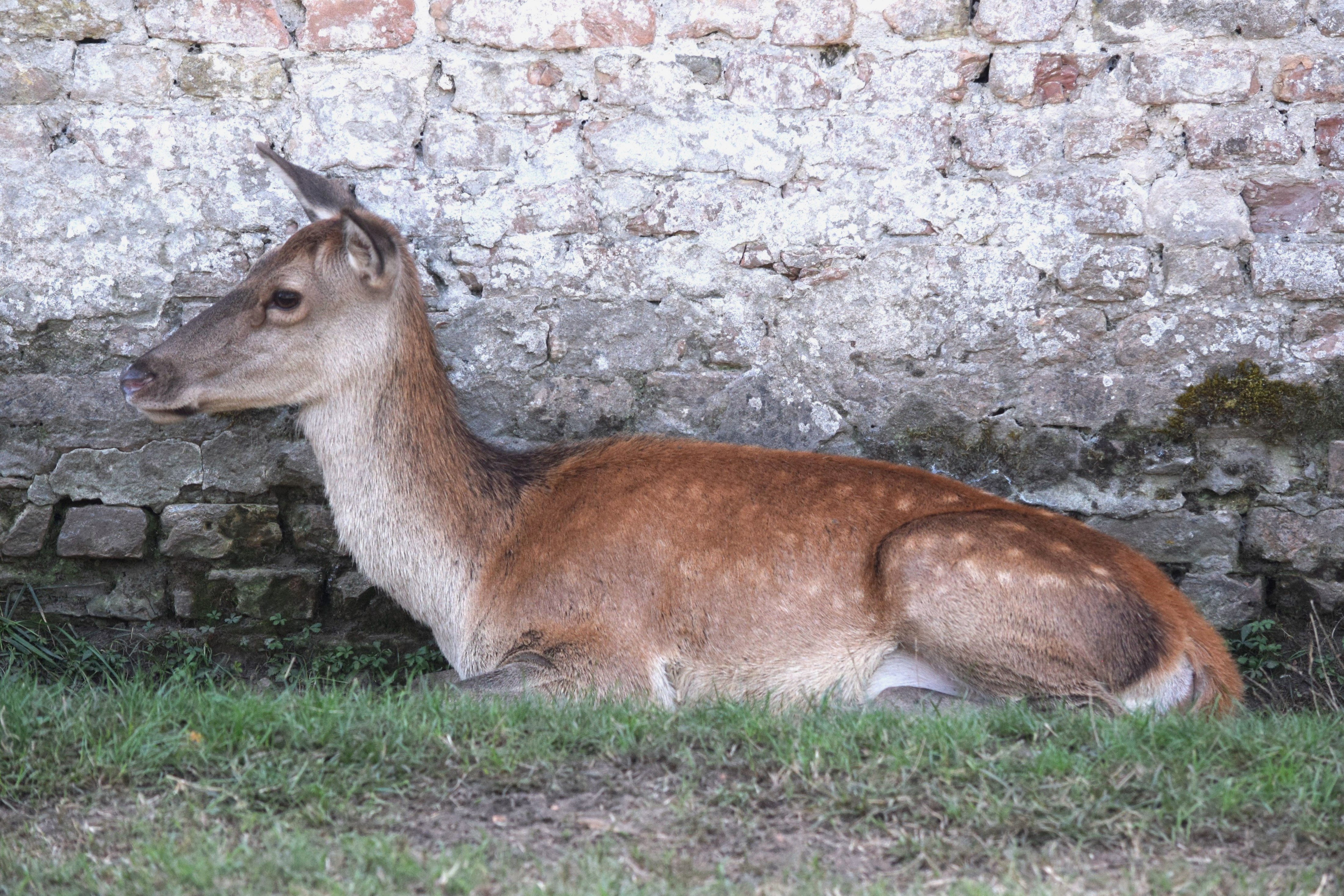
Femmina adulta in livrea estiva con la caratteristica maculatura

Il cervo della Mesola è di dimensioni più modeste rispetto ai cervi che abitano l'Europa continentale, con un peso che negli adulti si aggira mediamente intorno ai 110 kg per i maschi e ai 75 kg per le femmine; è inoltre di statura proporzionalmente minore, con un'altezza al garrese pari al 58% della lunghezza testa-tronco (che risulta essere di circa 184 cm nei maschi adulti e 167 cm nelle femmine adulte), contro una norma del 63% in altre popolazioni europee, ciò è dovuto a un leggero ma significativo accorciamento degli arti, riscontrabile anche nella sottospecie tirrenica (Cervus elaphus corsicanus) e in quella nordafricana (Cervus elaphus barbarus). I palchi sono lunghi circa 70 cm e presentano una struttura particolarmente semplificata, generalmente con non più di tre punte per stanga, a differenza di altre popolazioni europee che presentano tipicamente sei punte per stanga. L'ago e la corona terminale si manifestano di rado e quest'ultima quasi esclusivamente in esemplari che hanno raggiunto il decimo anno di età. La corona, quando presente, può assumere la tipica forma a coppa assai diffusa in gran parte d'Europa, o una caratteristica forma a ventaglio con tre punte. La livrea estiva del cervo della Mesola è caratteristica in quanto, a differenza di altri cervi europei, presenta una leggera ma ben visibile maculatura anche negli esemplari adulti; tale caratteristica è riscontrabile anche nel cervo del Caspio e nei subadulti di cervo dell'Atlante.

## Biologia

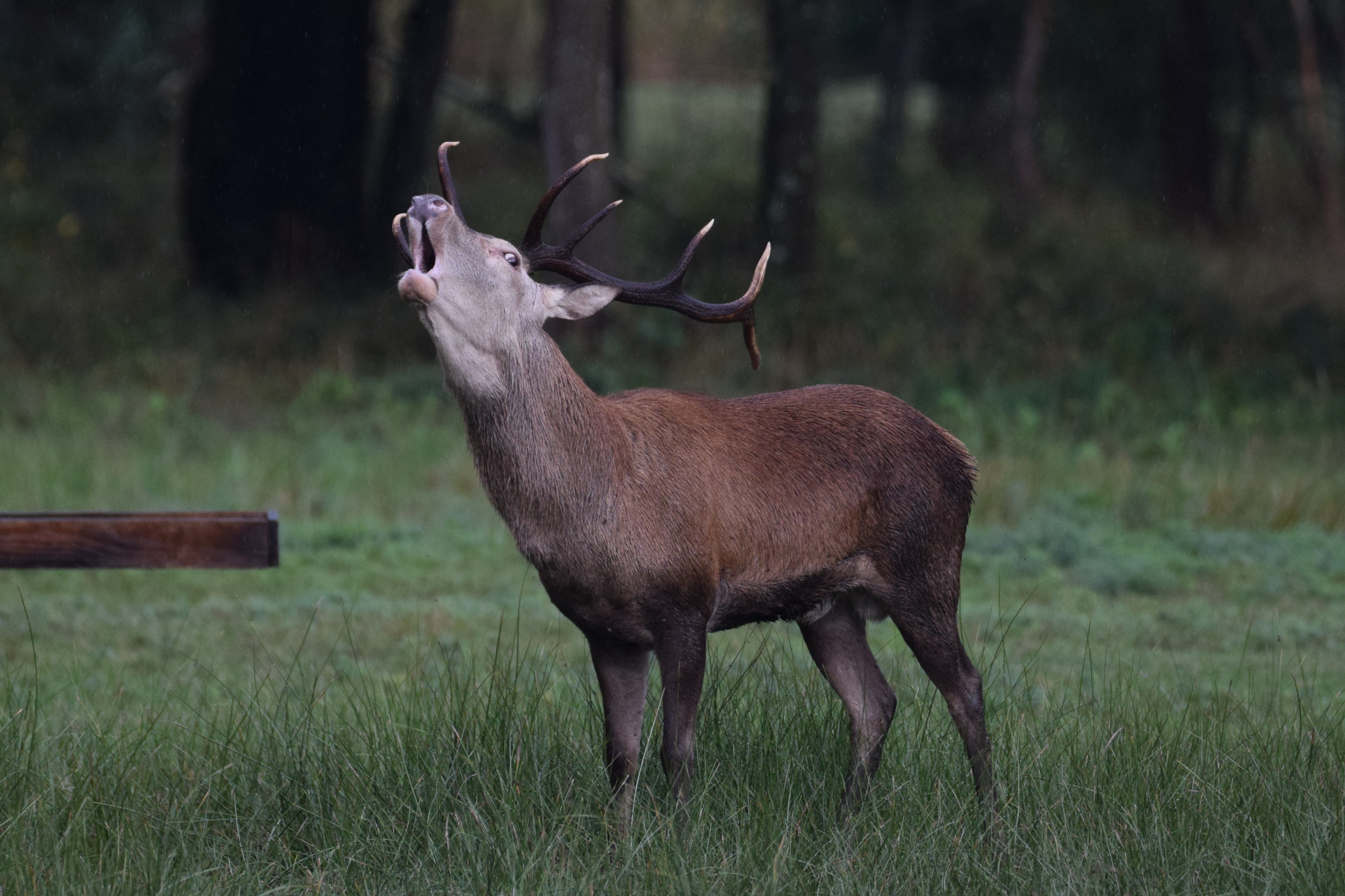
Maschio adulto mentre bramisce

Il suo comportamento non sembra differire significativamente da quello di altre sottospecie di cervo nobile, ma per quanto riguarda la riproduzione, che avviene generalmente tra la fine dell'estate e l'inizio dell'autunno, va segnalato il fatto che il bramito dei maschi adulti è caratterizzato dalla sua frequenza particolarmente bassa (79 Hz) se paragonato a quello di altre sottospecie presenti in Europa continentale come il cervo iberico (186 Hz) o i cervi presenti nell'arco alpino (150-274 Hz); al contrario risulta avere una frequenza quasi doppia rispetto al bramito del cervo sardo (40 Hz).

## Distribuzione e habitat

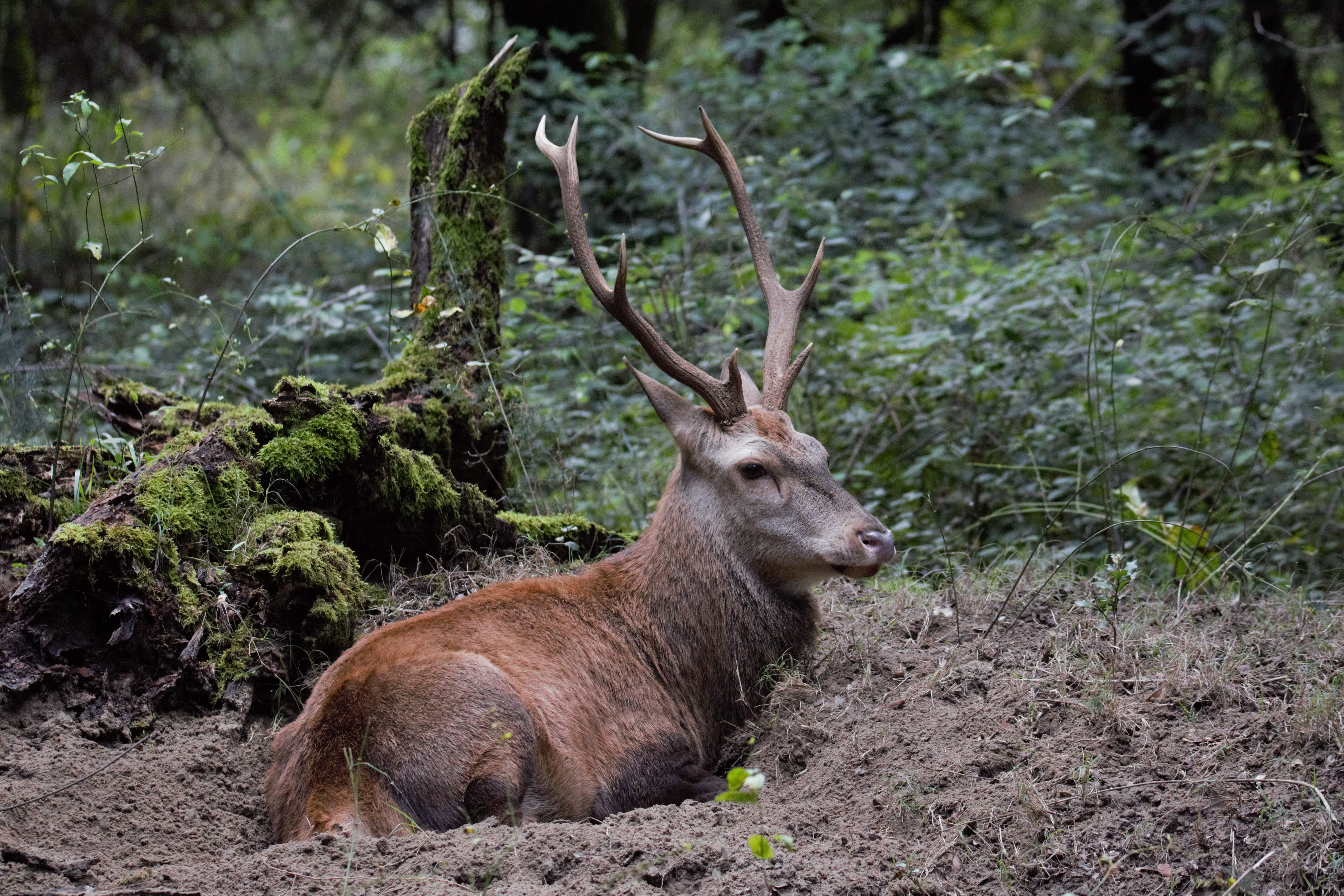
Maschio adulto accasciato in un giaciglio

Questa sottospecie era originariamente diffusa nelle foreste sub-mediterranee di leccio spesso circondate da paludi e zone umide presenti nella costa italiana dell'Adriatico settentrionale, dal delta del Po a Cervia, ma a causa del disboscamento e della caccia il suo areale si ridusse rapidamente fino al XVIII secolo, quando l'unica area abitata da questo cervo era il Bosco della Prepositura Pomposiana, che in seguito a tagli e bonifiche successive divenne l'attuale Bosco della Mesola. Il cervo della Mesola abita foreste costiere con terreni particolarmente sabbiosi e poco produttivi, dove la vegetazione è prevalentemente costituita dal leccio, tamerici e arbusti tipici delle foreste mediterranee. Il suolo sabbioso del bosco crea a volte delle aree dunose, ragione per cui questo cervo è talvolta chiamato cervo delle dune.

## Conservazione

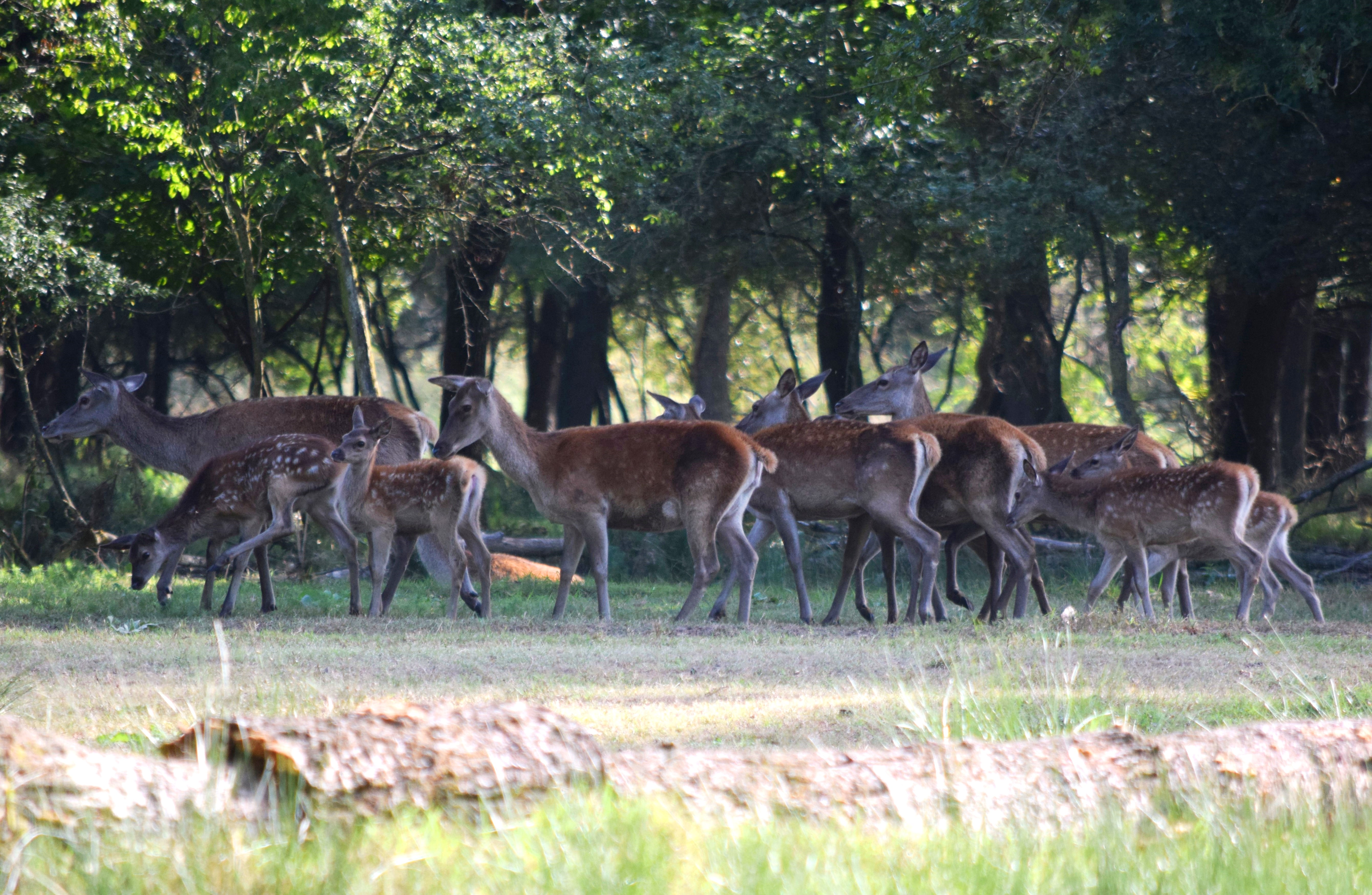
Gruppo di femmine con piccoli

Con la distruzione del suo habitat, la popolazione del cervo della Mesola si è progressivamente ridotta fino a raggiungere un minimo storico di circa 10-15 individui rimasti durante il secondo dopoguerra. Grazie a una maggiore protezione, la popolazione cominciò lentamente ad aumentare passando da circa 40 capi alla fine degli anni '60 a circa 120 nel 2006. Questa sottospecie rimane fortemente minacciata specialmente dall'accoppiamento tra consanguinei e dalla scarsissima diversità genetica che costituisce un serio pericolo per la sopravvivenza a lungo termine di questo cervo. Per tutelare la diversità genetica ed evitare che calamità come epidemie, incendi, inondazioni o altri eventi catastrofici portino la sottospecie all'estinzione, è in corso l'individuazione di nuove aree dove introdurre dei nuclei di cervo della Mesola affinché si creino altre popolazioni autosufficienti separate da quella originale.

### L'Operazione Cervo Italico nel Parco regionale delle Serre[6]
Nel 2023 è stata avviata dal WWF Italia l'Operazione Cervo Italico nel Parco regionale delle Serre in Calabria, ovvero il trasferimento di 20 individui, 7 maschi e 13 femmine, provenienti dal Bosco della Mesola. L'obiettivo è quello di avviare una seconda popolazione in un’altra area geografica, al fine di ridurre il rischio che eventuali eventi eccezionali che dovessero colpire la Mesola possano mettere a repentaglio la sopravvivenza di questo raro animale. Tra Marzo e Ottobre del 2023 il numero di cervi italici nel Parco è arrivato a 50, e si prevede l'arrivo di altri 30 individui nel 2024.
Ad un anno di distanza, il 19 giugno 2024, un video di una fototrappola posizionata nel Parco regionale delle Serre testimonia il primo successo di questa iniziativa: il primo esemplare di cervo italico nato in Calabria. È stata successivamente segnalata anche una seconda nascita.